# Cmentarz rzymskokatolicki w Brześciu
Cmentarz Katolicki w Brześciu (biał. Могілкі каталіцкія ў Брэсце, Mohiłki katalickija u Brescie) − nekropolia katolicka powstała w połowie XIX wieku na dawnym Przedmieściu Kijowskim w Brześciu, przy obecnej ul. Puszkinskiej; obecnie nieczynny.

## Historia
Cmentarz założono w połowie XIX wieku na Przedmieściu Kijowskim we wschodniej części miasta. Byli tu chowani brzescy katolicy – mieszczanie, oficerowie polskiej narodowości służący w twierdzy brzeskiej, okoliczni ziemianie, a także liczni przedstawiciele polskiej inteligencji – lekarze, urzędnicy i prawnicy. W 1942 cmentarz został rozkopany na rozkaz niemieckich władz miasta – ponad 2/3 nagrobków przeniesiono w inne miejsca. W 1956 władze radzieckie zadecydowały o zamknięciu nekropolii. Do dziś ocalało kilkaset kamiennych i żeliwnych nagrobków, z których najstarsze pochodzą z połowy XIX wieku. Na cmentarzu znajduje się też kwatera polskich żołnierzy poległych w wojnie 1918–1920 oraz neoklasycystyczna kaplica cmentarna.

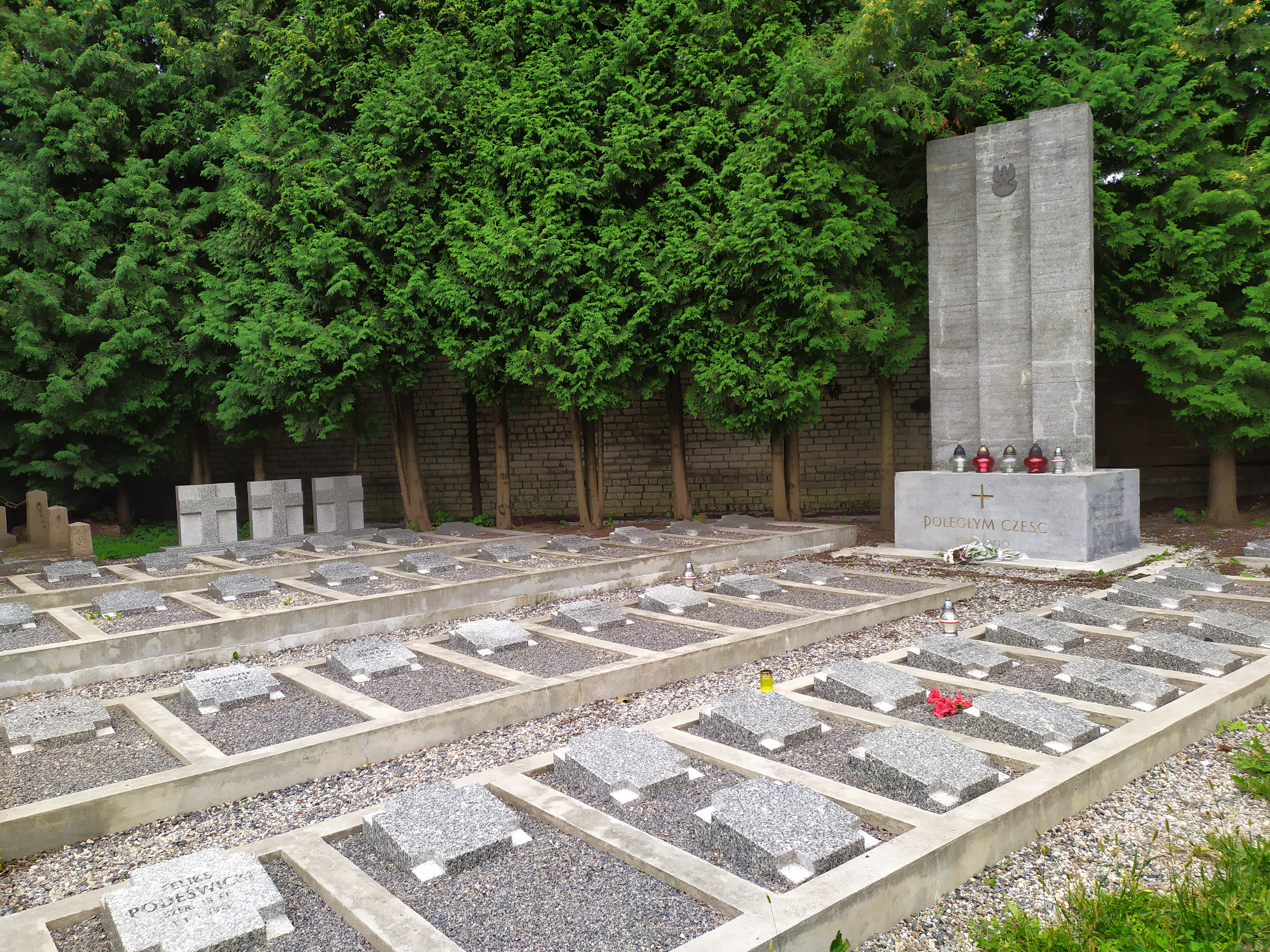
Kwatera żołnierzy poległych w wojnie polsko-bolszewickiej